# La Liste de Schindler
Pour les articles homonymes, voir La Liste de Schindler (homonymie) et Schindler.
Pour plus de détails, voir Fiche technique et Distribution.
La Liste de Schindler (Schindler's List) est un film américain réalisé par Steven Spielberg et sorti en 1993. Il s'agit d'une adaptation du roman biographique La Liste de Schindler (Schindler's Ark) de Thomas Keneally.
Avec dans les rôles principaux les acteurs Liam Neeson, Ben Kingsley et Ralph Fiennes, le film décrit comment Oskar Schindler, un industriel allemand, réussit pendant la Seconde Guerre mondiale à sauver environ 1 200 Juifs promis à la mort dans le camp de concentration de Płaszów, sans pour autant occulter les travers et ambiguïtés d’un espion de l’Abwehr et membre du parti nazi.
En 2004, le film est sélectionné par la bibliothèque du Congrès pour être conservé au National Film Registry en raison de son « importance culturelle, historique ou esthétique ».
La Liste de Schindler est classé dans le Top 100 de l'American Film Institute à la neuvième position en 1998, puis à la huitième en 2007. Il est également quatrième dans le classement des meilleurs films de tous les temps sur le site de référence IMDB avec une note de 8,9⁄10. Par ailleurs, les personnages d'Oskar Schindler et Amon Göth sont classés parmi les « 100 Héros et Méchants » du cinéma.

## Synopsis

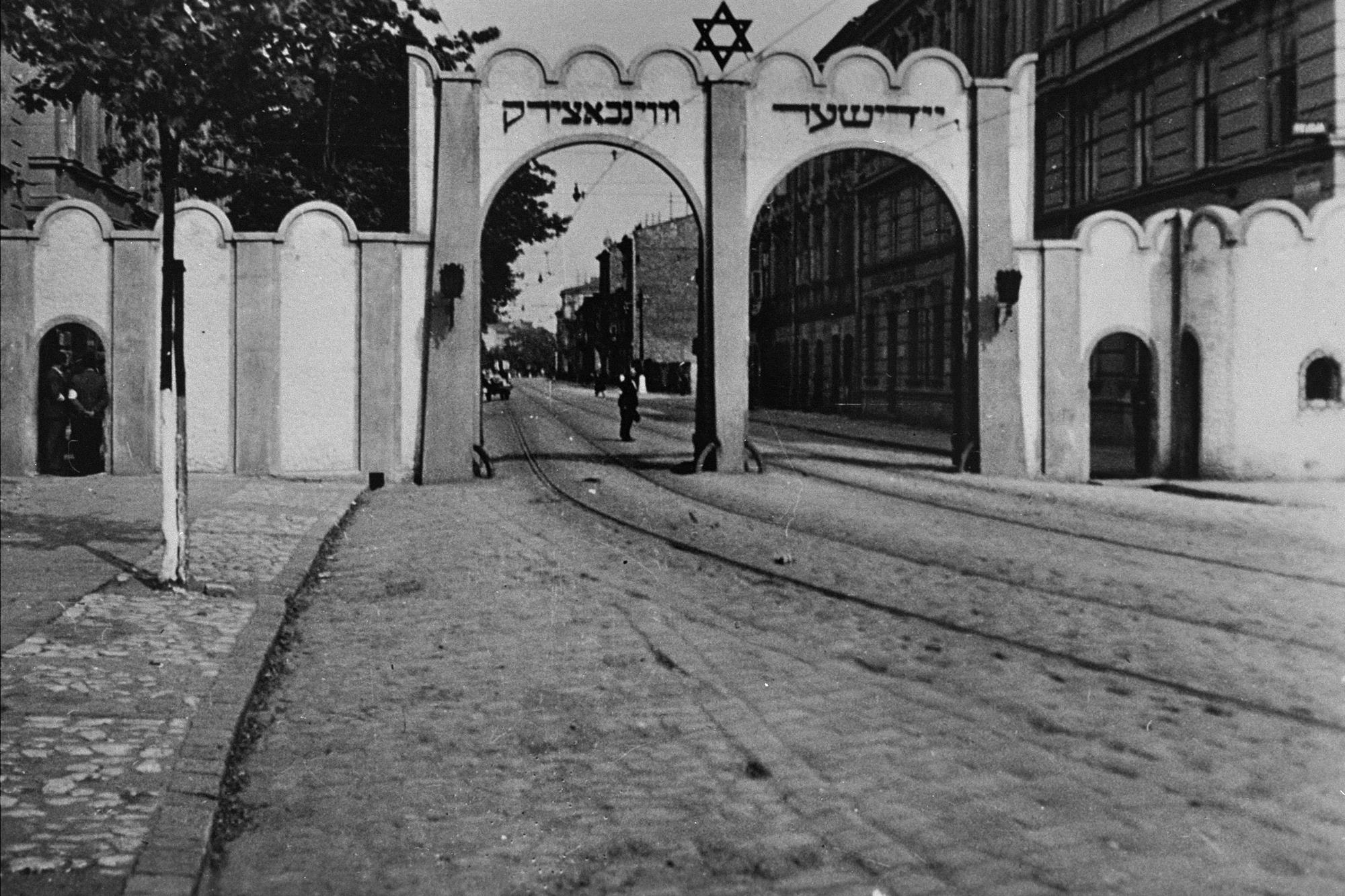
Une des portes du Ghetto de Cracovie en 1941

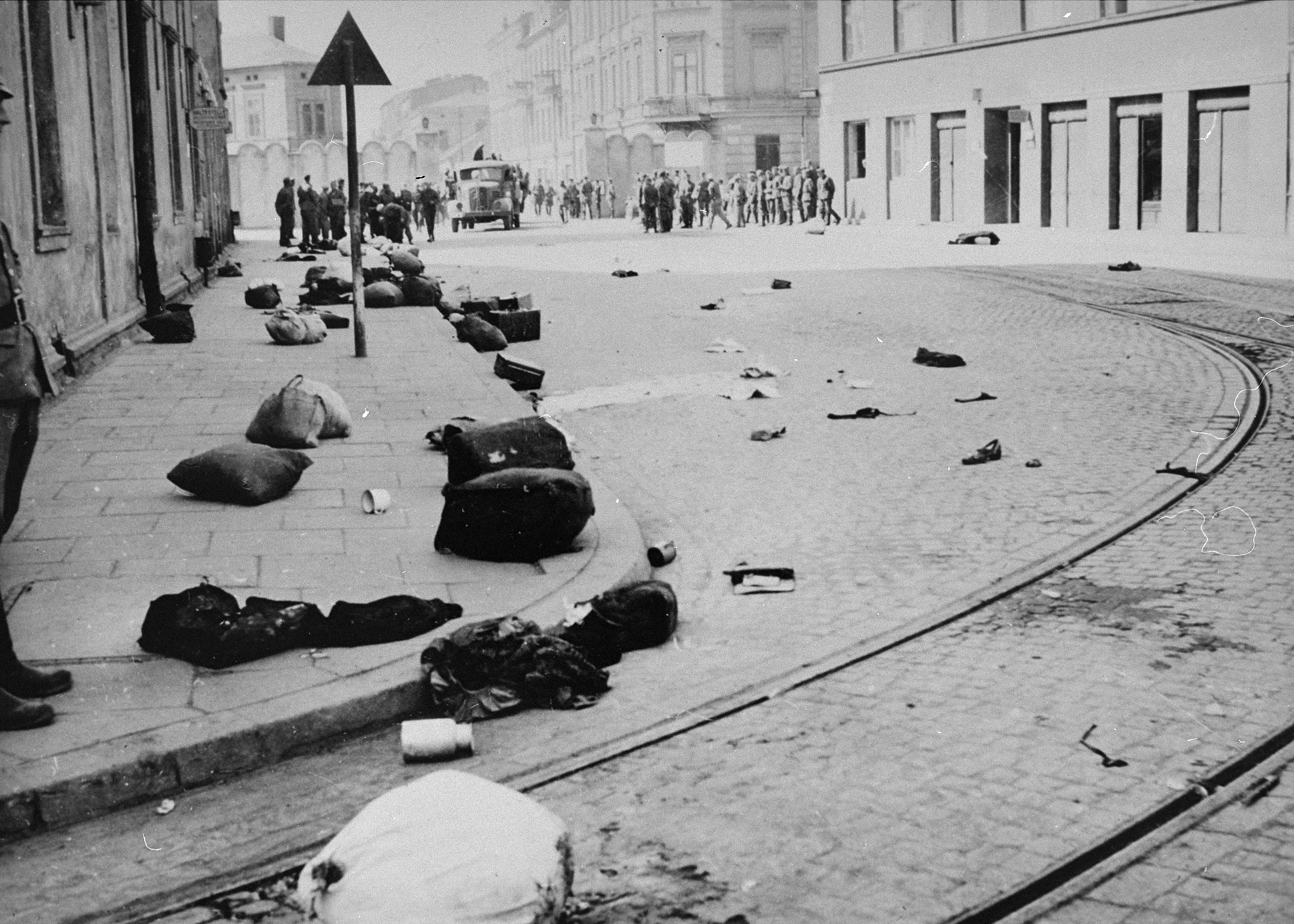
La liquidation du ghetto de Cracovie en mars 1943 est le sujet d'un segment de 15 minutes du film.

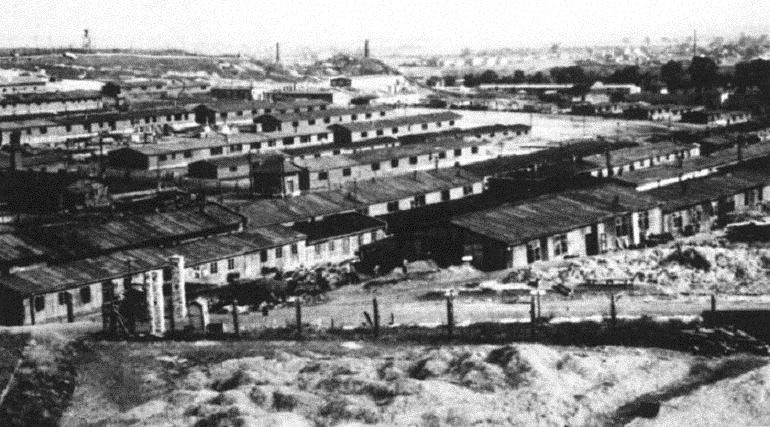
Le camp de concentration de Plaszow en 1943

À Cracovie, durant la Seconde Guerre mondiale début 1941, les soldats allemands forcent les Juifs à être parqués dans le ghetto de Cracovie. Oskar Schindler est un industriel allemand, membre du parti nazi. Ne pensant tout d'abord qu'à son profit, il corrompt des membres de la Wehrmacht et des officiers SS pour acquérir une usine de métal émaillé. Dès lors, pour l'aider dans la direction de son entreprise, il engage un comptable juif, Itzhak Stern. Celui-ci est par ailleurs un représentant local de la communauté juive et a des contacts parmi le marché noir et la communauté juive des affaires. Stern aide alors Schindler à trouver des financements pour lancer son entreprise. Schindler entretient des relations amicales avec les nazis, profite de sa fortune, de son statut de « Herr Direktor » et a Stern comme bras droit. Il emploie une main d'œuvre juive bon marché dans son usine. De son côté, Stern convainc Schindler d'engager le plus possible d'employés essentiels à l'effort de guerre allemand : ainsi, celui-ci les sauve de la déportation dans les camps de concentration ou d'une exécution sommaire.
Le SS-Untersturmführer (second lieutenant) Amon Göth arrive à Cracovie pour superviser la construction du camp de concentration de Płaszów. En mars 1943, quand le camp est terminé, il ordonne la liquidation du ghetto. Oskar Schindler ne se rend véritablement compte de l'horreur et de la folie nazie qu'en assistant à la liquidation du ghetto de Cracovie et particulièrement en voyant une petite fille au manteau rouge perdue dans le massacre (c'est un des très rares éléments en couleur du film, principalement filmé en noir et blanc). La fillette se cache des nazis, et plus tard, son cadavre (identifiable par son manteau rouge) sera récupéré dans un charnier pour être acheminé sur un tapis roulant afin d'être brûlé avec les autres victimes de la liquidation du ghetto.
Schindler veille à entretenir son amitié avec Göth et, grâce à des pots-de-vin et des cadeaux, il continue à amuser les SS pour obtenir leur soutien. De son côté, Göth maltraite brutalement sa servante juive, Helen Hirsch, et abat des détenus à la carabine depuis le balcon de sa villa qui surplombe le camp. Les prisonniers vivent dans une terreur quotidienne. Schindler finit par renoncer à son intérêt financier : sa priorité est désormais de sauver le plus de vies possibles. Il corrompt Göth pour obtenir l'autorisation de construire son propre camp pour y abriter ses travailleurs, afin de mieux les protéger.
À l'automne 1944, les Allemands commençant à perdre la guerre, Göth reçoit l'ordre d'envoyer les derniers Juifs de Płaszów au camp de concentration d'Auschwitz. Schindler demande à Göth l'autorisation de déménager ses salariés vers une nouvelle usine de munitions qu'il prévoit de construire dans sa ville natale de Zwittau-Brinnlitz. Göth accepte, mais contre un énorme pot-de-vin. Schindler et Stern créent alors la « liste de Schindler », une liste de 1 200 personnes qui seront transférées au camp de travail de Brünnlitz et qui seront épargnées de la déportation vers Auschwitz.
Cependant, un train de femmes destiné à aller à son usine est détourné vers Auschwitz. Elles échappent de peu à la mort grâce à un pot-de-vin, des diamants, donné à Rudolf Höss, le commandant d'Auschwitz. Libérées, elles parviennent saines et sauves à l'usine de Schindler. Dans cette usine, Schindler interdit aux gardiens SS de se rendre dans la salle de production et de commettre tout méfait sur les employés. Il encourage les Juifs à célébrer le Shabbat du samedi. Schindler ira même jusqu'à saboter sa propre marchandise pour qu'elle ne puisse être utilisée militairement durant les sept mois de production de son entreprise. Il dépense alors une grande partie de sa fortune à corrompre les autorités nazies.
L'Armée rouge approche. Les gardes SS ont reçu pour ordre d'éliminer les Juifs, mais Schindler les persuade de ne pas le faire et « de rentrer dans leurs familles comme des hommes et non pas comme des assassins ». Schindler ne peut partir sans dire adieu aux 1 200 Juifs qu'il a sauvés et qui lui offrent un anneau d'or fabriqué à partir de prothèses dentaires fondues, et portant la maxime tirée du Talmud : « Quiconque sauve une vie, sauve le monde entier » (Michna, Sanhédrin 4:5 « וכל המקיים נפש אחת מישראל מעלה עליו הכתוב כאילו קיים עולם מלא »). Schindler est touché par le geste mais il a honte de ne pas avoir fait plus. La guerre étant terminée, Oskar Schindler et sa femme, ruinés, quittent le pays dans la nuit. Schindler est pourchassé comme membre du parti nazi et comme un profiteur de guerre ; il fuit l'avancée de l'Armée rouge. Le 9 mai 1945, les Schindlerjuden (les Juifs de Schindler) se réveillent le matin suivant lorsqu'un soldat soviétique leur annonce qu'ils sont libres. Ils quittent la fabrique et se dirigent vers la ville la plus proche.
Dans les scènes suivantes, on peut voir l'exécution par pendaison de Göth le 13 septembre 1946 à Cracovie et un résumé de la vie de Schindler après la guerre. Puis le film en noir et blanc se colorise pour montrer les Schindlerjuden en 1993, sur la tombe de Schindler dans le cimetière du Mont Sion à Jérusalem. Accompagnés par les acteurs du film, les Schindlerjuden placent des pierres sur la pierre tombale en signe d'hommage. Dans la dernière scène, l'acteur Liam Neeson y dépose deux roses.

## Fiche technique

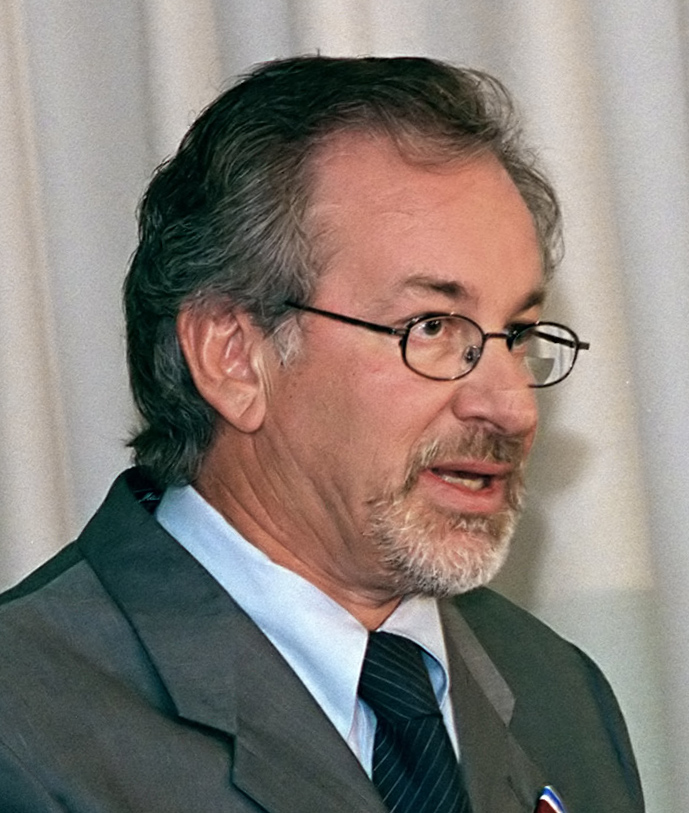
Steven Spielberg, le réalisateur du film.

- Titre francophone : La Liste de Schindler
- Titre original : Schindler's List
- Réalisation : Steven Spielberg
- Scénario : Steven Zaillian, d'après le roman biographique La Liste de Schindler (Schindler's Ark) de Thomas Keneally
- Musique : John Williams
- Décors : Allan Starski
- Costumes : Anna B. Sheppard
- Photographie : Janusz Kaminski
- Montage : Michael Kahn
- Production : Branko Lustig, Gerald R. Molen, Steven Spielberg et Lew Rywin (en)
- Société de production : Universal Pictures et Amblin Entertainment
- Sociétés de distribution : Universal Pictures (États-Unis) ; United International Pictures (France et pays divers)
- Budget : 22 000 000 $
- Pays de production :  États-Unis
- Langues originales : anglais, hébreu, allemand et polonais
- Format : noir et blanc et partiellement couleurs (DeLuxe) - 1,85:1 - DTS - 35 mm
- Genre : drame historique et biographique
- Durée : 195 minutes
- Dates de sortie[2] :
  - États-Unis : 30 novembre 1993 (avant-première à Washington, D.C.) puis 15 décembre 1993
  - France : 2 mars 1994

## Distribution
- Liam Neeson (VF : Claude Giraud) : Oskar Schindler
- Ben Kingsley (VF : Jean Négroni) : Itzhak Stern
- Ralph Fiennes (VF : Patrick Laplace) : Amon Göth
- Caroline Goodall (VF : Juliette Degenne) : Émilie Schindler
- Jonathan Sagall (VF : Georges Caudron) : Poldek Pfefferberg
- Embeth Davidtz (VF : Brigitte Berges) : Helen Hirsch
- Mark Ivanir (VF : Daniel Lafourcade) : Marcel Goldberg
- Friedrich von Thun (VF : Jean-Claude Sachot) : Rolf Czurda
- Andrzej Seweryn : Julian Scherner
- Norbert Weisser (VF : Jean-François Vlérick) : Albert Hujar
- Jochen Nickel (VF : Philippe Peythieu) : Wilhelm Kunde
- Hans-Michael Rehberg (VF : William Sabatier) : Rudolf Höss
- Henryk Bista (VF : Pierre Baton) : monsieur Löwenstein
- Elina Lowensohn (VF : Marie Vincent) : Diana Reiter
- Bettina Kupfer (VF : Françoise Cadol) : Regina Perlman
- Beatrice Macola : Ingrid
- Jerzy Nowak : un investisseur
- Götz Otto : un SS
- Anna Mucha : Danka Dresner
- Piotr Polk : Leo Rosner
- Rami Heuberger : Joseph Bau
- Ezra Dagan : le rabbin Menasha Lewartow
- Hans-Jörg Assmanns (VF : Jacques Ciron) : Julius Madritsch
- Daniel Del Ponte (VF : Vincent Violette) : Josef Mengele
- Oliwia Dąbrowska : la petite fille en rouge
- Geno Lechner (VF : Odile Schmitt) : Majola

Sources et légende : Version française (VF) sur AlloDoublage

Acteurs principaux
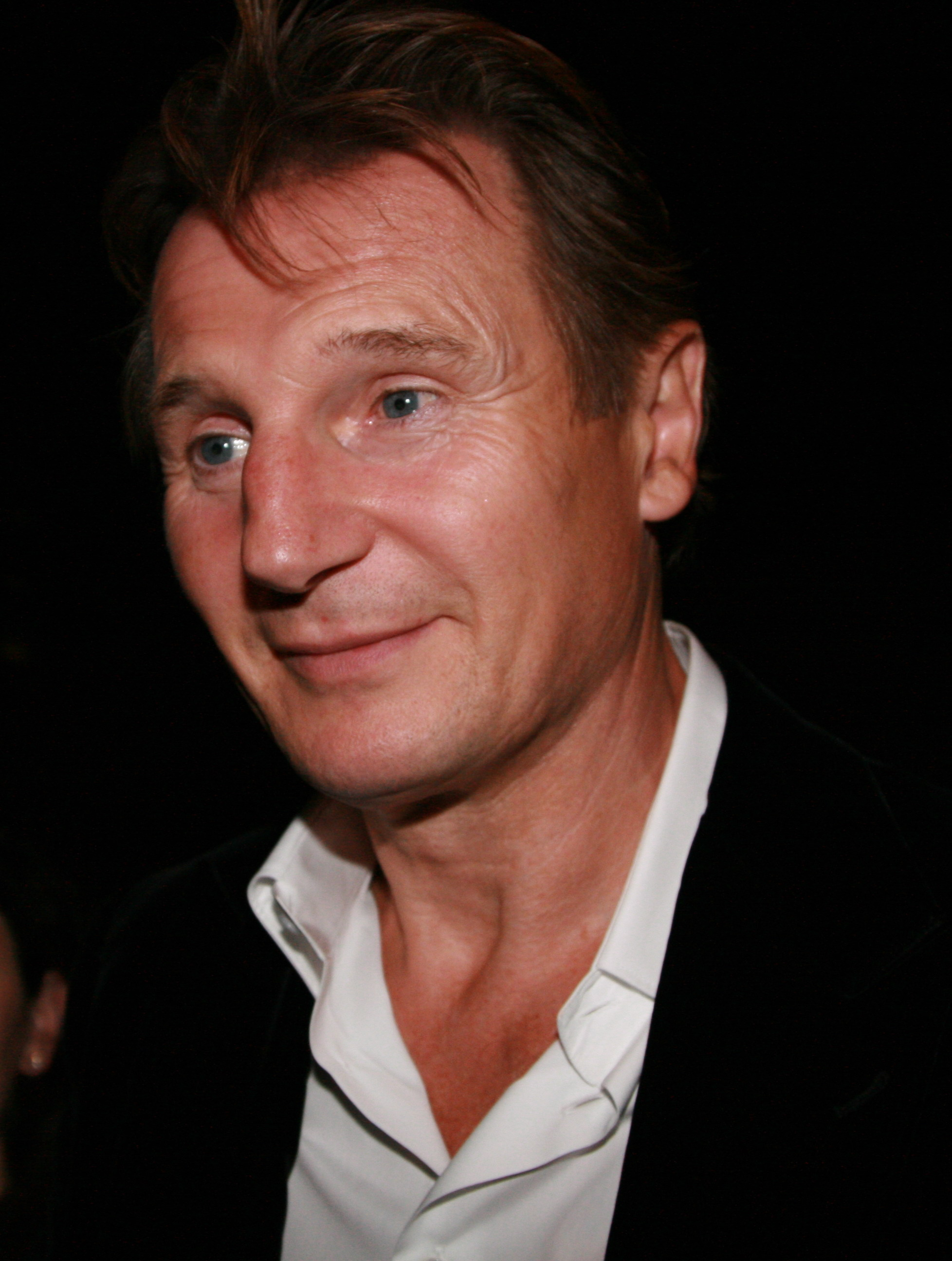
Liam Neeson (Oskar Schindler)
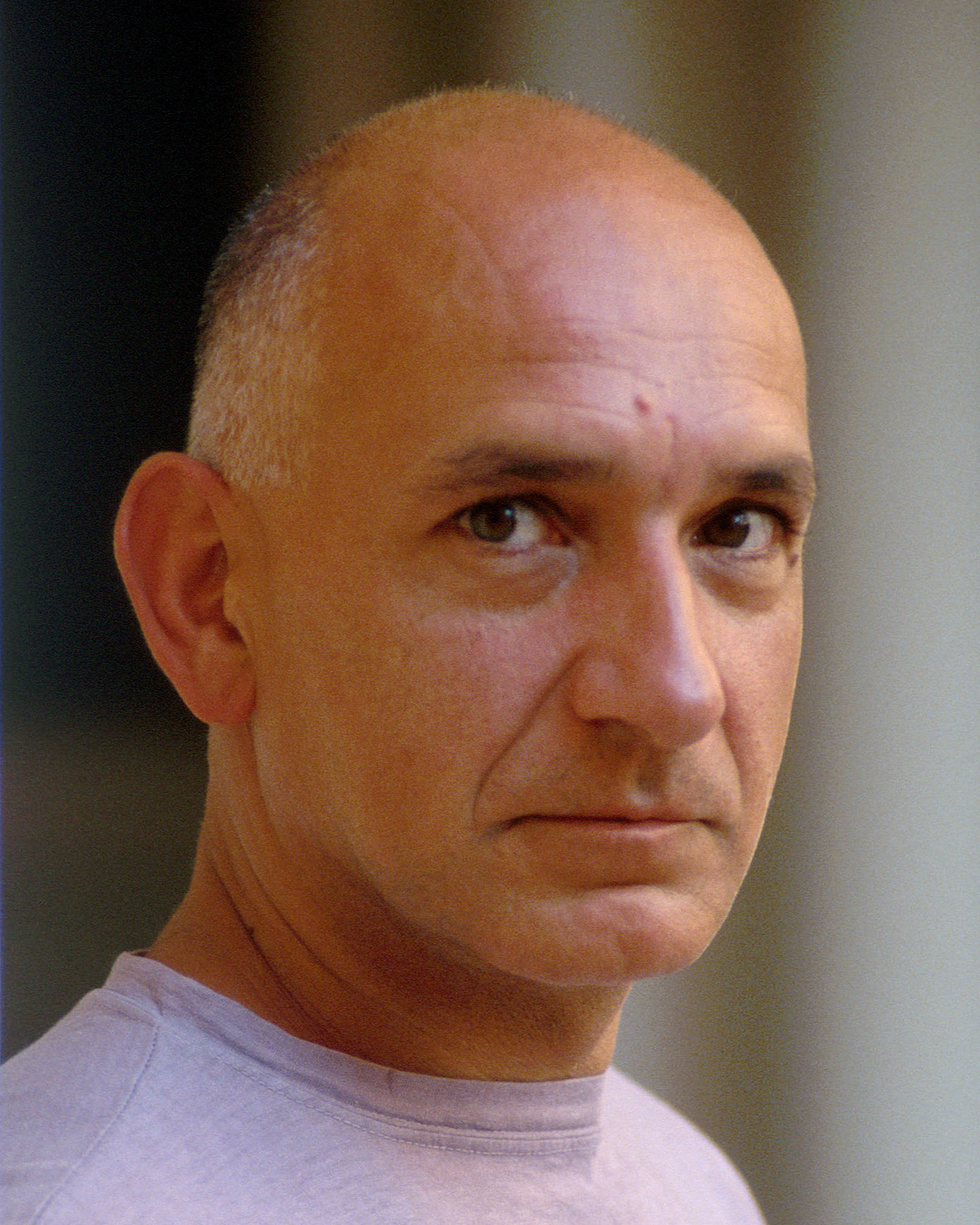
Ben Kingsley (Itzhak Stern)
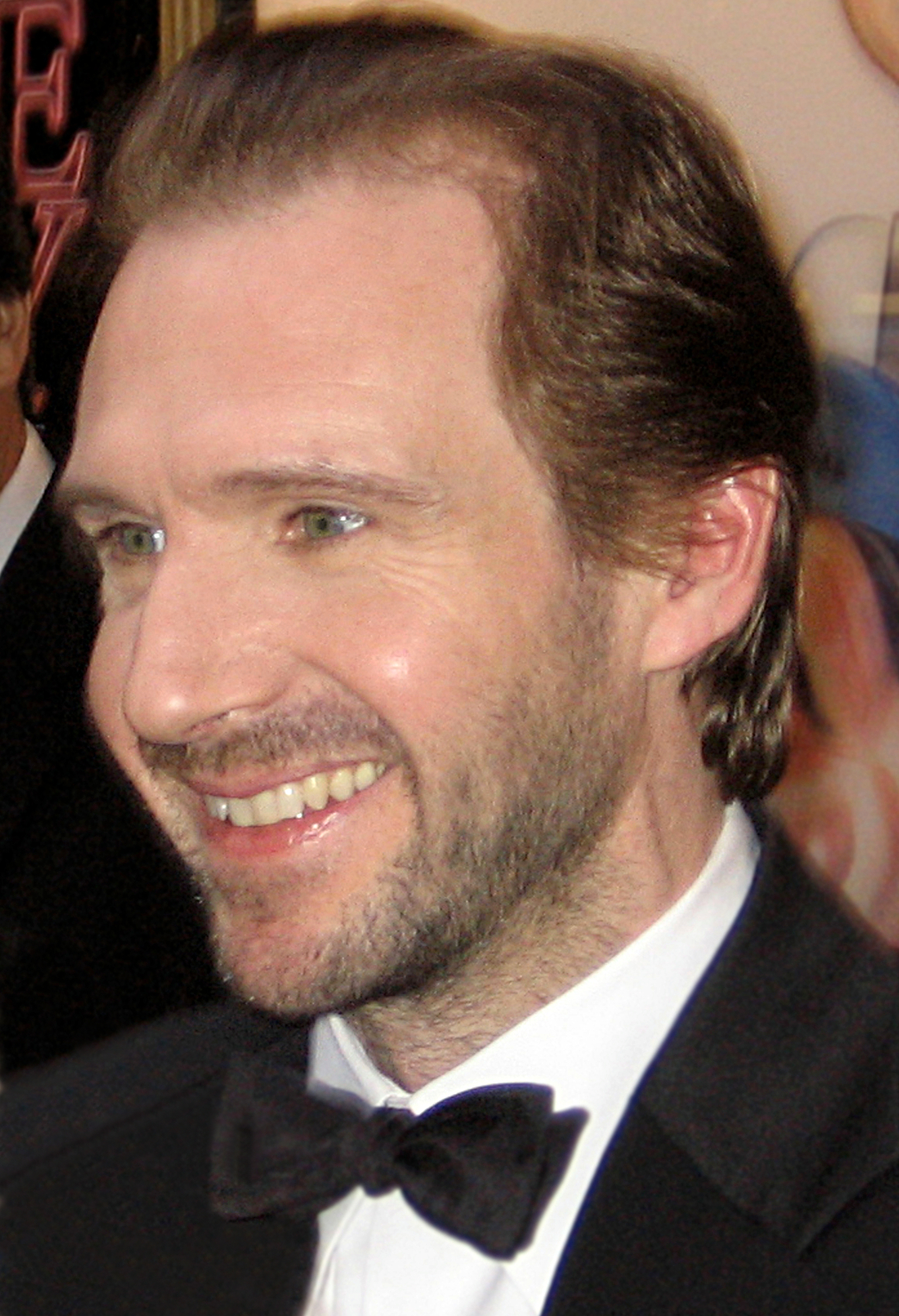
Ralph Fiennes (Amon Göth)

## Production

### Genèse et développement

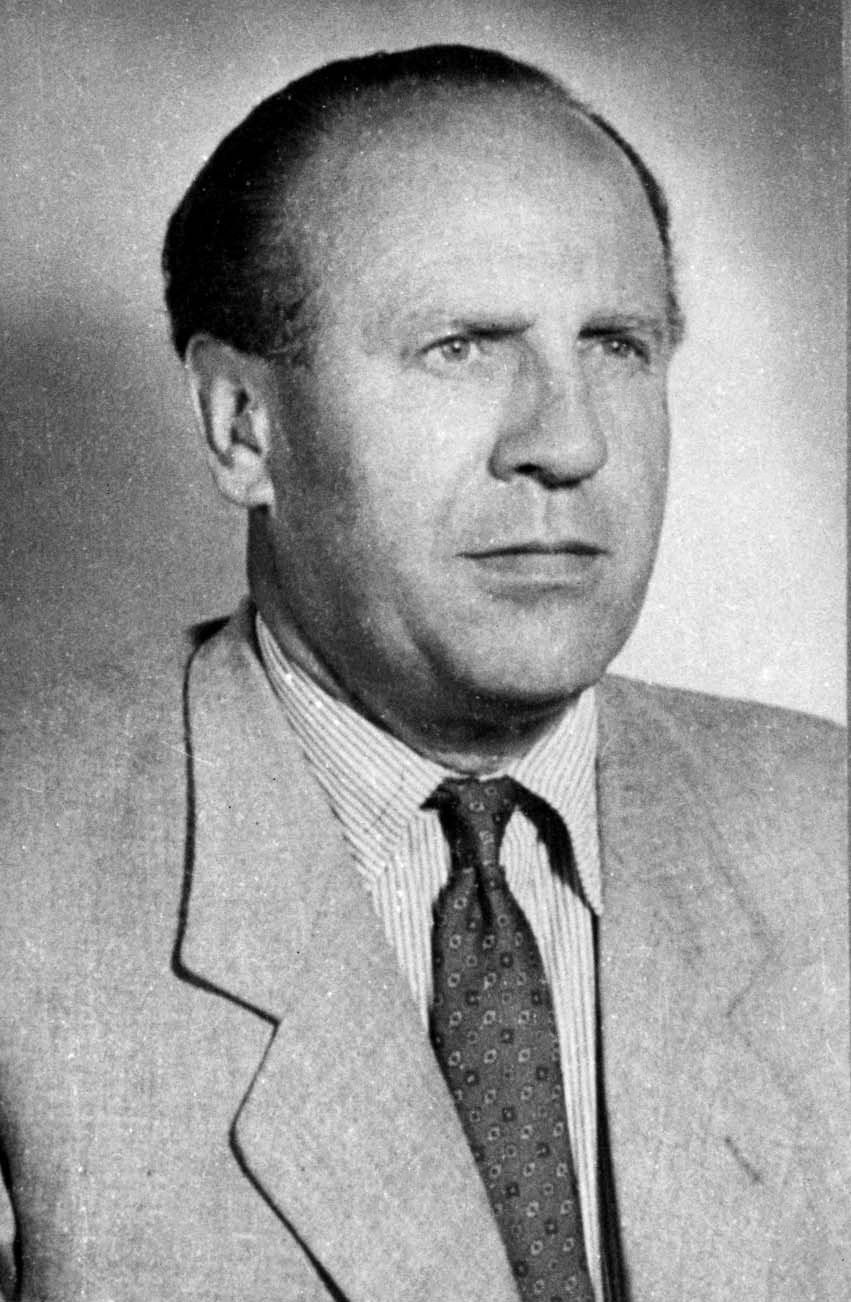
Oskar Schindler.

Poldek Pfefferberg, un des Juifs sauvés par Oskar Schindler (les Schindlerjuden), avait pour mission de raconter la vie de son sauveur, tentant même de tourner un film biographique concernant Schindler avec la Metro Goldwyn Mayer en 1963 et écrit par Howard Koch. Mais le projet échoua.
En 1982, l'écrivain Thomas Keneally publie La Liste de Schindler après avoir rencontré Pfefferberg. Le président de MCA, Sid Sheinberg, envoya à Steven Spielberg une critique du livre parue dans le New York Times. Surpris par l'histoire de Schindler, le réalisateur fut attiré par le caractère paradoxal de l'industriel allemand et se montra suffisamment intéressé pour qu'Universal Pictures en achète les droits. Il rencontra Pfefferberg en 1983, mais, ne se sentant pas encore prêt à réaliser un film sur la Shoah, Spielberg en proposa la réalisation à Roman Polanski, qui refusa, trouvant l'histoire trop proche de la sienne, sa mère étant morte à Auschwitz et lui ayant vécu dans le ghetto de Cracovie.
La réalisation fut ensuite proposée à Martin Scorsese, qui refusa car il pensait que seul un réalisateur juif en serait capable. Spielberg décida alors de réaliser lui-même La Liste de Schindler après avoir entendu parler du nettoyage ethnique en Bosnie et des négationnistes de la Shoah. Avec la montée du néo-nazisme après la chute du mur de Berlin, il craignait que l'opinion puisse accepter l'intolérance, comme dans les années 1930. De plus, le réalisateur se sentait de plus en plus concerné en raison de ses origines juives. Sid Sheinberg donna le feu vert à Spielberg à condition qu'il tourne d'abord Jurassic Park. Spielberg a dit plus tard à propos de Sheinberg : « Il savait qu'une fois que j'aurais tourné La Liste de Schindler, je n'aurais pas été capable de faire Jurassic Park. »
Le réalisateur ne demanda aucun salaire en faisant ce film. Pour lui, ce salaire aurait été l'« argent du sang, ».

### Scénario
L'adaptation cinématographique de La Liste de Schindler est écrite par le scénariste et réalisateur Steven Zaillian, connu pour avoir notamment écrit le scénario du Jeu du Faucon (1985), de John Schlesinger et L'Éveil (1990), de Penny Marshall, qui lui permet d'obtenir une nomination à l'Oscar du meilleur scénario adapté en 1991.
Kennealy avait tenté d'en faire une adaptation en 1983, en écrivant un script de 220 pages. Son adaptation se focalisait sur les nombreuses relations de Schindler et Keneally admit qu'il n'avait pas assez résumé l'histoire. Spielberg engagea par la suite Kurt Luedtke, scénariste d’Out of Africa, mais ce dernier, ne trouvant pas de raison pour la transition de Schindler d'opportuniste à sympathisant, abandonna quatre ans plus tard.
Quand Scorsese fut attaché au projet, il engagea Zaillian pour écrire le script du film. De retour dans le projet, Spielberg trouva que le projet de script de 115 pages de Zaillian était trop court, et lui demanda de l'étendre à 195 pages. Spielberg voulait mettre l'accent sur les Juifs dans l'Histoire, et décida de prolonger la séquence de la liquidation du ghetto, dont il « était fermement convaincu que la séquence devait être presque impossible à regarder. »[réf. nécessaire]. Il voulait également que la transition de Schindler soit progressive et ambiguë.

### Attribution des rôles

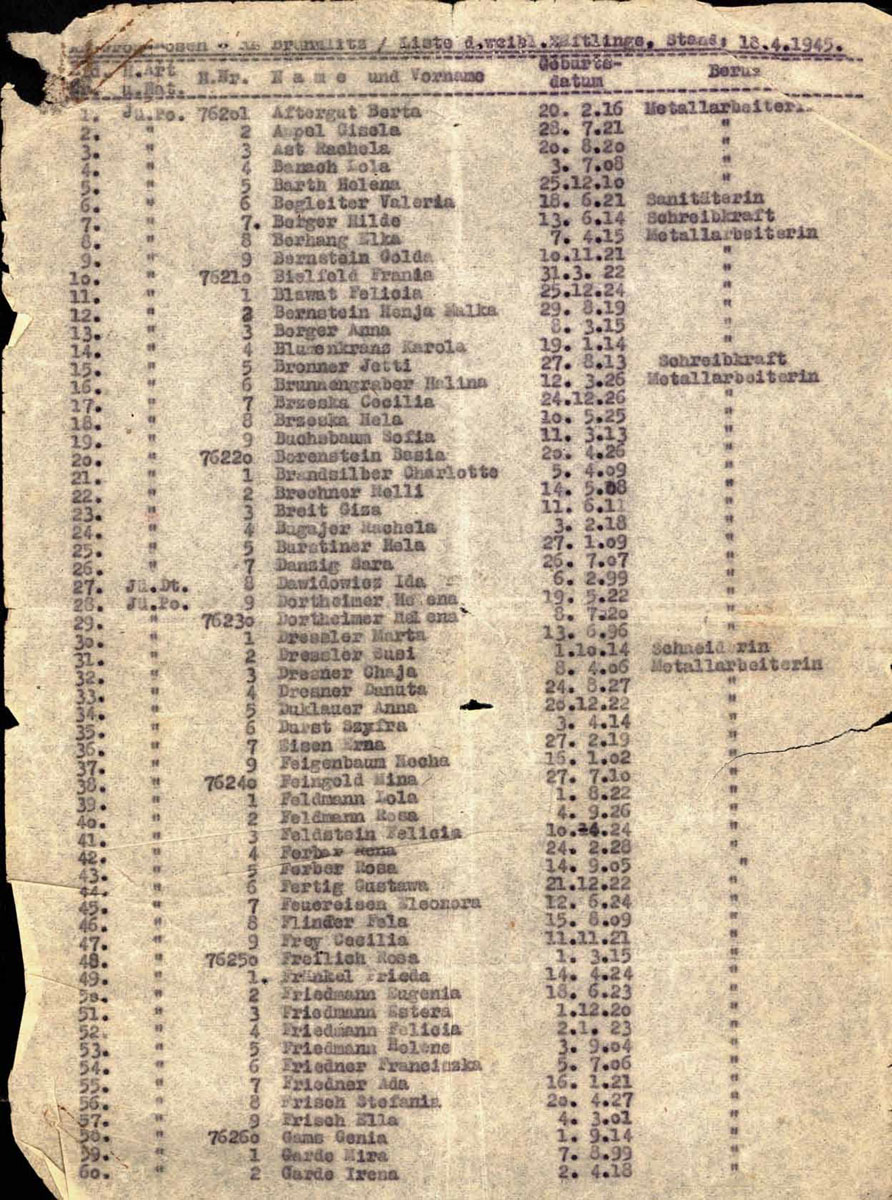
La liste de Schindler en date du 18 avril 1945.

Harrison Ford était le premier choix pour incarner Oskar Schindler mais il refusa. L'acteur irlandais Liam Neeson auditionna pour le rôle en décembre 1992 après que Spielberg l'eut vu dans la pièce de théâtre Anna Christie (en), jouée à Broadway. Warren Beatty participa à une lecture du scénario, mais Spielberg craignit qu'il n'arrive pas à dissimuler son accent et que son statut de star de cinéma n'occulte le film, Mel Gibson, Kevin Costner, Kyle MacLachlan, mais aussi Bruno Ganz et Stellan Skarsgård exprimèrent leurs souhaits de jouer le rôle de Schindler tout comme Andrzej Seweryn qui joue le rôle d'un officier nazi. Mais Spielberg préféra engager le relativement inconnu Liam Neeson, qui de fait n'allait pas effacer le personnage. Neeson ressentait le personnage de Schindler comme un bon vivant amusant les nazis, qui le considéraient un peu comme un bouffon. « Ils ne le prennent pas assez au sérieux et il s'en sert pour arriver à ses fins ». Pour l'aider à préparer le rôle, Spielberg montra de courts extraits du CEO de Time Warner, Steve Ross, qui avait le charisme que Spielberg cherchait à reproduire chez Schindler. Il lui fournit aussi des enregistrements audio de Schindler avec lesquels Neeson put s'exercer à reproduire ses intonations et son phrasé.
Le rôle du tortionnaire nazi Amon Göth fut confié à l'acteur britannique Ralph Fiennes, après que Spielberg l'eut vu dans Les Hauts de Hurlevent et lui eut trouvé une expression de « sadisme sexuel » dans le regard. Fiennes ressemblait tellement à Göth en costume que Mila Pfefferberg, l'une des survivantes des événements, en trembla de peur lorsqu'elle le rencontra. Pour l'incarner, Fiennes prit treize kilos, rien qu'en buvant de la Guinness, afin d'arrondir sa silhouette,. Tim Roth était également sollicité pour le rôle.
Pour interpréter Itzhak Stern, le comptable de Schindler, le choix de Spielberg se porta sur Ben Kingsley, qu'il s'était promis d'engager depuis que Gandhi avait ravi l'oscar du meilleur film à E.T., l'extra-terrestre à la 55e cérémonie des Oscars, le réalisateur Richard Attenborough repassant dans le même temps devant la caméra pour la première fois depuis bien longtemps dans le rôle de John Hammond dans Jurassic Park cette même année. Dustin Hoffman était également intéressé pour incarner ce rôle mais Spielberg croyait qu'il avait refusé à la suite d'un malentendu.
Après avoir refusé de jouer dans Jurassic Park, Juliette Binoche s'est vu proposer un rôle d'une femme juive mais elle refusa car elle trouvait son rôle trop tragique. Claire Danes s'est vue également proposer un rôle mais déclina également.
Trente mille figurants furent embauchés pour le film. Steven Spielberg a également auditionné des enfants des Juifs sauvés par Schindler pour les rôles joués en hébreu, ainsi que des Polonais pour jouer les survivants[réf. à confirmer],.
En ce qui concerne les acteurs allemands qui jouent les soldats SS, le film a été, selon leurs dires, une façon de s'affranchir des secrets de famille ayant trait à l'Holocauste, raison pour laquelle ils ont remercié Spielberg de leur en avoir donné l'occasion[réf. à confirmer],. L'un des producteurs, Branko Lustig, qui joue aussi le maître d'hôtel dans la première scène où apparaît Oskar Schindler, est lui-même un survivant d'Auschwitz[réf. à confirmer].
Le film est composé de 126 parties parlantes. Des milliers de figurants ont été engagés durant le tournage. Spielberg engagea des acteurs israéliens et polonais pour leur aspect d'Européens de l'Est. Beaucoup d'acteurs allemands étaient réticents à porter l'uniforme SS, mais nombre d'entre eux le remercièrent pour cette expérience cathartique d'avoir tourné ce film. À la moitié du tournage, Spielberg conçut l'épilogue, la scène où 128 survivants témoignent de leurs respects envers la tombe de Schindler à Jérusalem. Les producteurs ont longtemps recherché les Schindlerjuden (les Juifs de Schindler) afin de les emmener sur le lieu de tournage.

### Tournage

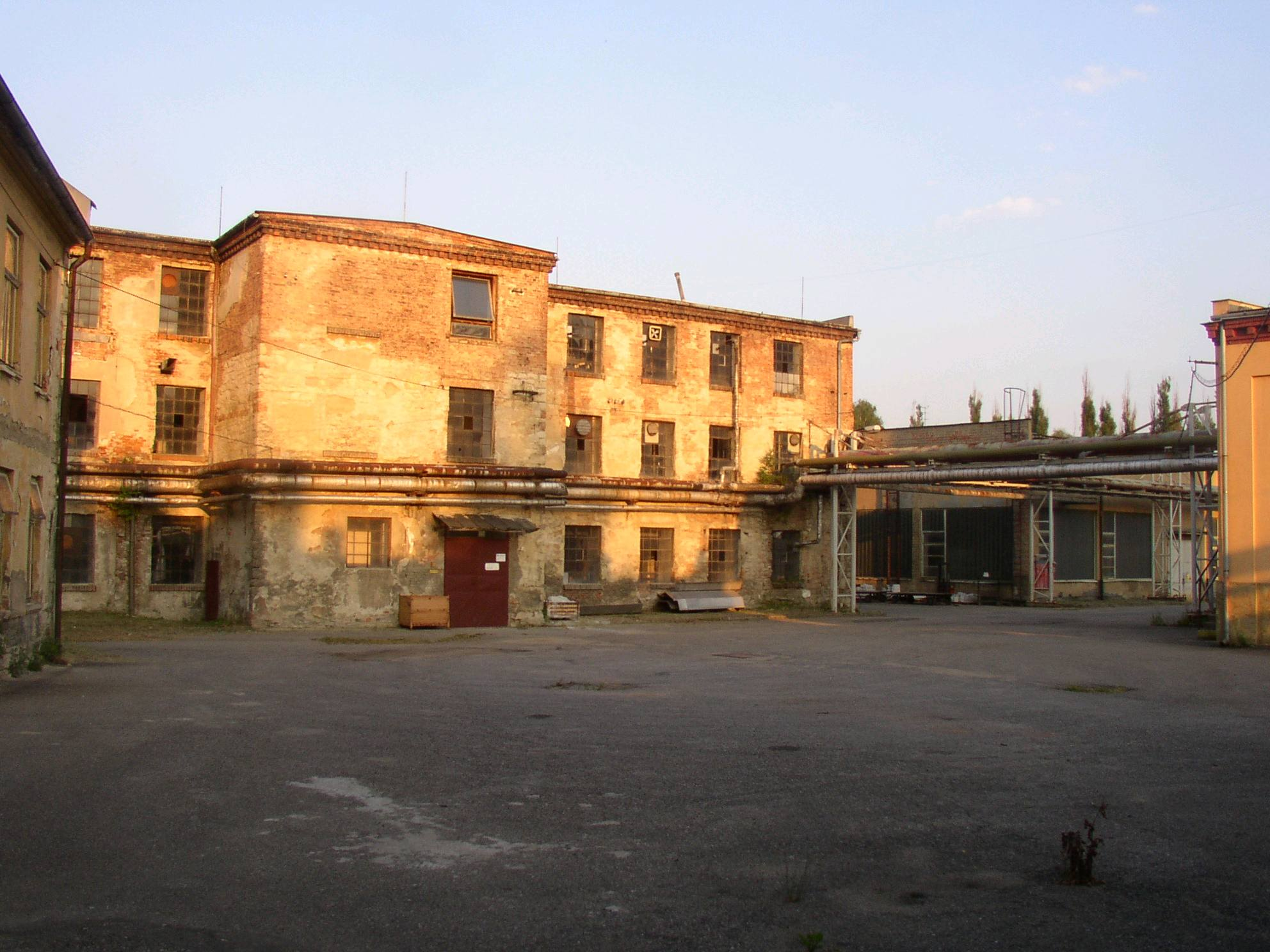
L'usine d'Oskar Schindler à Brněnec en République tchèque (2004).

Le film a été tourné entre mars et mai 1993 dans le quartier de Kazimierz à Cracovie. Steven Spielberg n'a pas obtenu la permission de tourner dans le camp d'Auschwitz, les scènes du camp de la mort ont donc été tournées à l'extérieur des portes, sur un plateau construit à l'identique.
Il fut tourné en noir et blanc, sauf six scènes : une au tout début montrant la cérémonie juive du shabbat, trois centrées sur le manteau rouge d'une petite fille juive, une centrée sur les flammes des bougies allumées pour le shabbat dans l'usine d'armement et la scène finale tournée sur la tombe d'Oskar Schindler.
Juste avant le début du tournage, Spielberg est contacté par Billy Wilder, un réalisateur qu'il admire : celui-ci, qui a pris sa retraite en 1981, souhaiterait réaliser La Liste de Schindler avant de mettre définitivement fin à sa carrière. Il sait que Spielberg a obtenu les droits d'adaptation, mais ignore que le film est déjà en production ; Spielberg, très peiné, lui annonce que le tournage doit commencer la semaine suivante. Wilder est la première personne à qui Spielberg projette le film une fois terminé.
Le tournage fut sans doute l'un des plus éprouvants pour Spielberg : « Même les bonnes journées étaient tristes. Jamais on n'a osé rire ou raconter une blague. J’avais du mal à dire « action » parce que « aktion » est le terme allemand pour parler de la déportation vers les ghettos juifs… Réaliser ce film m’a changé à jamais. » Le tournage s'avère de plus particulièrement éprouvant pour le réalisateur puisqu’il doit, en parallèle, diriger les effets spéciaux de Jurassic Park, sur un sujet radicalement différent.
Robin Williams, grand ami de Steven Spielberg, sentant que le moral de l'équipe du film était au plus bas, appelait chaque jour Spielberg sur le tournage en lui demandant de mettre le téléphone sur haut-parleur et racontait des blagues pendant dix minutes.
Sur le tournage du film, Ben Kingsley, l'interprète d'Itzhak Stern, comptable de Schindler, garda dans une poche de son manteau une photo d'Anne Frank, jeune fille morte dans les camps de concentration et dont le journal intime a été publié après la Shoah, car regarder la photo lui donnait la force nécessaire et le ton juste pour interpréter certaines scènes difficiles du film[réf. nécessaire].

### Musique
La bande originale du film a été composée par John Williams avec la présence notable du violoniste Itzhak Perlman. Il reçoit l'Oscar de la meilleure musique de film et le British Academy Film Award de la meilleure musique de film pour cet album.
Le film contient également des chansons non originales : Billie Holiday (chanson God Bless the Child), Jean-Sébastien Bach (Suite Anglaise no 2 en la mineur), Oyfn Pripetchik également orthographié Oyfn Pripetshik, Oyfn Pripetchek,(yiddish: אויפֿן פּריפּעטשיק) de Mark Markovich Warshawsky (1848-1907), une chanson en yiddish qui est le thème de la petite fille au manteau rouge et à la fin du film Yerushalayim shel zahav, une chanson en hébreu de Naomi Shemer.

## Accueil

### Critique
La Liste de Schindler reçoit un accueil critique majoritairement positif. Sur le site agrégateur de critiques Rotten Tomatoes, le film obtient un score de 98 % d'avis favorables, sur la base de 136 critiques collectées et une note moyenne de 9,1/10 ; le consensus du site indique : « [La liste de Schindler] associe l'horreur abjecte de l'Holocauste à l'humanisme tendre caractéristique de Steven Spielberg pour créer le chef-d'œuvre dramatique du réalisateur ». Sur Metacritic, le film obtient une note moyenne pondérée de 95 sur 100, sur la base de 30 critiques collectées ; le consensus du site indique : « Acclamation générale » (Universal acclaim).
En France, ce film reçoit de très bons retours, les spectateurs du site Allociné lui donnant une note moyenne de 4,6/5, une bonne appréciation qu'il a toujours dans les années 2020, quand il est deuxième du classement des 300 meilleurs films de tous les temps selon les avis des téléspectateurs sur la base cette fois de 66 938 avis collectés, derrière Forrest Gump et devant La Ligne verte, 12 hommes en colère, Le Parrain, Les évadés, Le Seigneur des anneaux : le retour du roi, Le Roi lion, Vol au-dessus d'un nid de coucou et The Dark Knight, Le Chevalier Noir.
Le film est classé dans le Top 100 de l'American Film Institute à la huitième position. Les personnages d'Oskar Schindler et Amon Göth sont classés dans leur liste des 100 Héros et Méchants du cinéma. Par ailleurs, le film est classé à la sixième place de la liste des Meilleurs films de tous les temps sur le site de référence IMDB, avec une note de 8,9⁄10.
À la suite de ce film, le réalisateur américain Stanley Kubrick renonça à faire son long-métrage Aryan Paper, pensant qu'il était inutile « d'enfoncer des portes ouvertes »
À l'opposé de cet engouement, Louis Skorecki reproche à Spielberg d'avoir transformé la Shoah en spectacle et de filmer « les déportés juifs traqués par les nazis comme il filmait les nageuses attaquées par le requin dans les Dents de la mer ou les enfants pourchassés par les dinosaures dans Jurassic Park ». De son côté, Charlotte Lacoste, dans son ouvrage Séductions du bourreau, critique l'humanisme donné au personnage d'Oskar Schindler — contestable dans les faits historiques selon elle — par rapport aux victimes, les déportés juifs.
Claude Lanzmann, le réalisateur du film Shoah (1985), manifeste également une virulente opposition au film de Spielberg. Selon lui, le film occulte l'épouvante du tableau général de l'Holocauste en se concentrant sur le cas particulier de Schindler : « Spielberg ne peut pas raconter l'histoire de Schindler sans dire aussi ce qu'a été l'Holocauste ; et comment peut-il dire ce qu'a été l'Holocauste en racontant l'histoire d'un Allemand qui a sauvé 1 300 Juifs, puisque la majorité écrasante des Juifs n'a pas été sauvée ? ». Il le compare également à la mini-série Holocauste (1978), avec laquelle il « trivialiserait » le génocide en le traitant comme un objet de spectacle : « En voyant La Liste de Schindler, j'ai retrouvé ce que j'avais éprouvé en voyant le feuilleton Holocauste. Transgresser ou trivialiser, ici, c'est pareil : le feuilleton ou le film hollywoodien transgressent parce qu'ils « trivialisent », abolissant ainsi le caractère unique de l'Holocauste ». Lanzmann s'indigne enfin du parallèle effectué, dans la dernière séquence du film, entre l'Holocauste et la naissance de l'État d'Israël.

### Box-office
| Pays ou région | Box-office        | Date d'arrêt du box-office | Nombre de semaines |
| -------------- | ----------------- | -------------------------- | ------------------ |
| Mondial        | 322 161 245 $     | 29 septembre 1994          | 35                 |
| États-Unis     | 96 898 818 $      | 29 septembre 1994          | 35                 |
| France         | 2 676 430 entrées | -                          | -                  |

Aux États-Unis, sorti dans un premier temps dans un nombre limité de salles, le film se classe à la quatorzième place avec 278,627 $. Mais dès sa sortie en salles sur le reste du territoire, le film se hisse à la 10e place du box-office avec 7 257 805 $ en trois semaines.
Le film atteint la deuxième place du box-office dès sa quatorzième semaine, avec 62 656 498 $ de recettes pour finir honnêtement sa carrière avec 96 065 768 $ sur le territoire américain après 34 semaines.
C'est à l'étranger que La Liste de Schindler fait son meilleur score. Le film fut un grand succès mondial, rapportant 321 millions de dollars US, pour un budget de 22 millions.

## Distinctions

### Récompenses
- BAFTA 1993 :

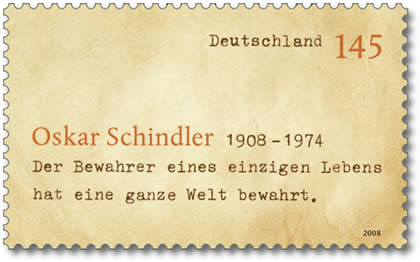
Celui qui sauve une seule vie, sauve le monde entier.
Timbre commémoratif allemand célébrant le centenaire de la naissance d'Oskar Schindler.

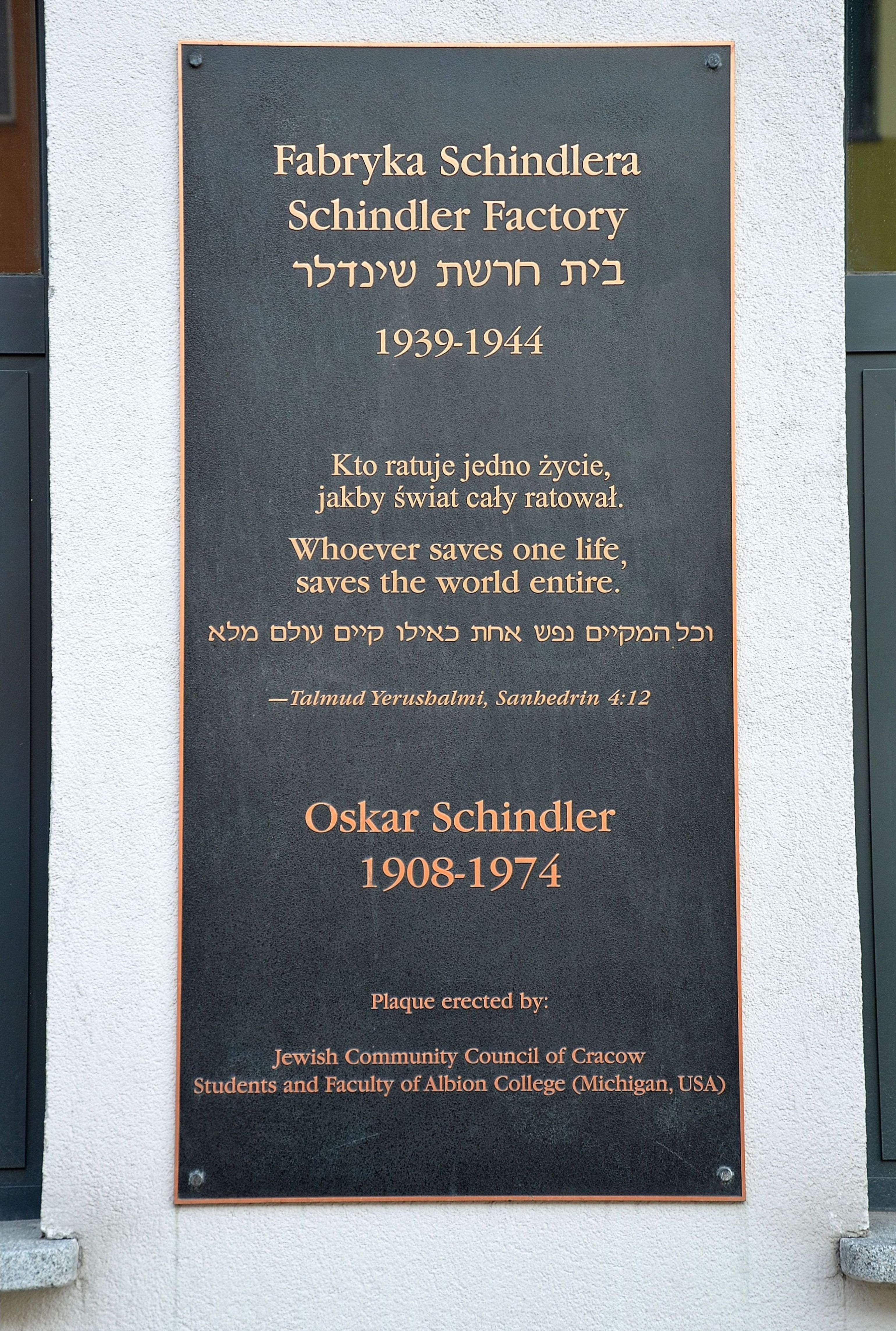
Plaque commémorative à Emalia, l'usine de Schindler à Cracovie.

  - Meilleur film : Branko Lustig, Gerald R. Molen et Steven Spielberg
  - Meilleur réalisateur : Steven Spielberg
  - Meilleur scénario adapté : Steven Zaillian
  - Meilleur acteur dans un second rôle : Ralph Fiennes
  - Meilleure musique : John Williams
  - Meilleur montage : Michael Kahn
  - Meilleure photographie : Janusz Kamiński
- Golden Globes 1994 :
  - Meilleur film dramatique
  - Meilleur réalisateur : Steven Spielberg
  - Meilleur scénario : Steven Zaillian
- Oscar 1994[34] :
  - Meilleur film : Branko Lustig, Gerald R. Molen et Steven Spielberg
  - Meilleur réalisateur : Steven Spielberg
  - Meilleur scénario adapté : Steven Zaillian
  - Meilleure musique de film : John Williams
  - Meilleure direction artistique : Allan Starski et Ewa Braun
  - Meilleur montage : Michael Kahn
  - Meilleure photographie : Janusz Kamiński

### Nominations
- BAFTA Awards 1993 :
  - Meilleur acteur : Liam Neeson
  - Meilleur acteur dans un rôle secondaire : Ben Kingsley
  - Meilleurs décors : Allan Starski et Ewa Braun
  - Meilleurs costumes : Anna Biedrzycka-Sheppard
  - Meilleurs maquillages et coiffures : Christina Smith, Matthew Mungle, Waldemar Pokromski, Pauline Heys
  - Meilleur son : Charles L. Campbell, Louis L. Edemann, Robert Jackson, Ronald Judkins, Andy Nelson, Steve Pederson, Scott Millan
- César 1995 :
  - Meilleur film étranger : Steven Spielberg
- Golden Globe 1994 :
  - Meilleur acteur dans un film dramatique : Liam Neeson
  - Meilleur acteur dans un second rôle : Ralph Fiennes
  - Meilleure musique de film : John Williams
- Oscar 1994 :
  - Meilleur acteur : Liam Neeson
  - Meilleur acteur dans un second rôle : Ralph Fiennes